# Svenska Friidrottsförbundet
Szwedzka Federacja Lekkoatletyczna (szw. Svenska Friidrottsförbundet) – szwedzka narodowa federacja lekkoatletyczna należąca do European Athletics. Siedziba znajduje się w Sztokholmie, a prezesem od 20 marca 2016 jest Björn Nilsson, który zastąpił Björna Erikssona, pełniącego tę funkcję od 30 marca 2014, kiedy zastąpił Tomasa Riste. Riste pełnił tę funkcję od 25 marca 2012, zastępując Lennarta Karlberga, przewodniczącego od marca 2008.
Federacja powstała 30 października 1895 pod nazwą Svenska Idrottsförbundet, a w 1949 zmieniła nazwę na obecną. Od 1912 jest członkiem IAAF.